# André Romus
Ne pas confondre avec le poète et peintre André Romus (1928-2015).
André Romus, né le 27 novembre 1936 à Theux, est un peintre et un réalisateur de télévision belge.

## Biographie
André Romus est né le 27 novembre 1936 à Theux. Il est Licencié en Philosophie et Lettres. Il étudie l'histoire de l'art puis la peinture sous Francis Stevens, Paul Daxhelet et Jacques Louis Nyst. Il est influencé par l'œuvre de Pierre Soulages. André Romus est également un réalisateur de télévision. Il entre à la RTBF où il réalise une centaine de films documentaires principalement centrés sur des personnalités contemporaines.